# Yasir Ibrahim
Yasir Ibrahim es un deportista egipcio que compitió en voleibol adaptado. Ganó una medalla de bronce en los Juegos Paralímpicos de Atenas 2004.

## Palmarés internacional
| Juegos Paralímpicos | Juegos Paralímpicos | Juegos Paralímpicos | Juegos Paralímpicos      |
| Año                 | Lugar               | Medalla             | Competición              |
| ------------------- | ------------------- | ------------------- | ------------------------ |
| 2004                | Atenas (Grecia)     | Medalla de bronce   | Torneo masculino sentado |